# Ganbare, Kikka-zu!
Ganbare, Kickers! (яп. がんばれ!キッカーズ Ganbare, Kikkāzu!, Кикерс, вперёд!) — манга в жанре спорт, написанная и иллюстрированная Нориаки Нагай. Публиковалась издательством Shogakukan в ежемесячном журнале CoroCoro Comic с 1985 по 1989 год. Выиграла премию Shogakukan как лучшая детская манга в 1987 году. На основе сюжета манги студией Pierrot был выпущен аниме-сериал из 23 серий и 3-х спецвыпусков длинной в 40 минут. Однако на территории Японии была показана лишь 21 серия. В 1990 году сериал получил широкую популярность на территории Ближнего Востока (الهداف Аль Хаддаф), Ирана (فوتبالیست‌ها), Италии (Palla al centro per Rudy), Испании (Supergol), Франции (But Pour Rudy), Польши (Piłkarze), в Германии и в Австрии (Kickers). На территории Индонезии сериал транслировался по каналу Bali TV с 2004 по 2005 год.

## Сюжет
Семья главного героя Даити Какэру переезжает в новый город. Мальчик сразу присоединяется к новой футбольной команде и стремится использовать свои спортивные навыки, полученные когда-то во время тренировок в известном футбольном клубе «Орлы». С Какэру новая команда становится сильнее и бросает вызов вражеской команде «красные дьяволы», которая считается непобедимой благодаря вратарю — Уэсуги, который никогда не пропускает мяч. Во время матча команда «Кикеры» проигрывает «красным дьяволам» 0:10, однако Какэру удаётся забить гол через Уэсуги. Под умелым руководством своего вратаря Масару Хонго, Кикеры попадают на чемпионат по футболу и, преодолев жёсткую конкуренцию, одерживают победу. Между тем, Хонго влюбляется Аюми Даити — симпатичную и спортивную сестру Какэру. А в него влюбляется Акуна Юкки — милая и хрупкая пианистка, которая оказывается моложе Акуны. Эти отношения часто приводят к неловким и забавным ситуациям. Через какое-то время команда Кикеров получает нового профессионального тренера, который должен вывести их в полуфинал. Однако на самом деле, чтобы те на полуфинале снова проиграли «красным дьяволам». После неудачного матча внезапно объявляется Гарри, который по уровню игры значительно превосходит Какэру, его ранее 3 раза выгоняли из разных команд из-за неадекватного поведения. Он решает разгромить Кикеров и собирает в свою новую команду случайных школьников и практически в одиночку выигрывает, но благодаря усердности и сплочённой работе Какэру и Кикеров, им удаётся одержать победу. Между тем Гарри покидает Японию, чтобы играть за границей.

## Роли озвучивали
- Юко Кобаяси — Акуна Юки
- Икуэ Отани — Киёси Хара
- Тарако — Таити
- Митиэ Томидзава — Тэцуа
- Урара Такано — Мамаору
- Тиэко Хонда — ?????